# Анді Деріс
Андреас "Анді" Деріс (нім. Andreas "Andi" Deris; 18 серпня 1964, Карлсруе, ФРН) — німецький співак, найбільш відома як одна з трьох вокалістів павер-метал-гурту Helloween, а також співзасновник і колишній вокаліст метал-гурту Pink Cream 69.

## Стиль співу
Деріс має високий баритоновий голос і майже 4-октавний діапазон голосу, з мелодійним і агресивним вокалом, завжди використовуючи голосовий мікс.

## Життєпис

### Перші гурти (1979–1987)
Деріс народився в Карлсруе і почав співати у своєму першому гурті Paranoid, коли йому було 15 років. Через два роки гурт змінив назву на Nameless. У Nameless Деріс залишився разом зі своїм шкільним другом, барабанщиком Ральфом Маурером, який також грав на обох сольних альбомах Деріса. Наприкінці 1984 року Деріс приєднався до гурту під назвою Dragon з двома братами Бруно та Оскаром Ді Блазіо («Di Blasio BrOs») на гітарі та Берндом і Стефаном Люддеманном (бас і барабани).
Після живих концертів у районі Карлсруе вони поїхали до студії Едо Занкі в Карлсдорфі та до Arco Studio, Мюнхен, щоб записати своє перше демо з продюсером Тоні Монном. Були записані такі пісні: «I Was Made to Be With You», «Call Me Up», «Woman», «I Hear the Angels Singing», «Ballade of Glory», «Rock Your Body Down». Під час створення демо барабанщик Бодо Шопф (екс-Michael Schenker Group) записав кілька барабанних партій. У 1986 році, коли Бруно та Оскар Ді Блазіо разом із Дерісом (який щойно закінчив військову службу) зустріли італійського басиста Даніеля Де Ніро, створивши гурт Kymera. Ральф Маурер під псевдонімом «Ральф Мейсон» знову був залучений новим барабанщиком гурту.
Незабаром після цього Kymera відправилися в Katapult-Tonstudio в Карлсруе, щоб записати нові пісні для Francis, Day and Hunter GmbH Publishing. Були записані такі пісні: «Hello U.S.A.», «Hot Looking Romeo», «Send Me a Letter», а також реаранжовані версії «I Was Made to Be with You», «Call Me Up» і «Woman». Після кількох концертів Маурер покинув Kymera, щоб вступити до університету, і його замінив молодий Коста Зафіріу, і склад Kymera знову був повним. Невдовзі група відправилася до студії в Майнці, щоб записати «Shadows Are Falling», «Lonely Would Be Loving You» і нову версію «Ballade of Glory», і відіграла багато концертів у Німеччині до кінця 1986 року. На початку 1987 року Деріс і Коста Зафіріу залишили Kymera, щоб створити гурт Pink Cream 69.
Деріс був найнятий для запису для No Mercy, гурту-проекту, що базується в Аппенваєрі/Оффенбурзі в Південній Німеччині, заснованому трьома місцевими жителями: Боббі Бенцом (бас), Рюдіґером Феллем (ударні) та Уве Ульмом (лід-гітара). Він також відіграв два концерти з No Mercy. На другому й останньому концерті Pink Cream 69 грали як група підтримки No Mercy; того вечора Деріс був вокалістом обох гуртів і двічі виходив на сцену, розпочавши першим складом Pink Cream 69.

### Pink Cream 69 (1987–1993)
У 1987 році, коли Дерісу було 22 роки, було офіційно засновано Pink Cream 69 з оригінальним складом Денніса Ворда, Коста Зафіріу, Альфреда Коффлера та Деріса. Гурт підписав контракт із CBS (нині відома як Sony Music). Pink Cream гастролювали в Європі, Америці та Японії та записали три альбоми з Дерісом, який виступав на вокалі. У 1992 році вони випустили живе відео під назвою Size It up – Live in Japan.

### Helloween і сольна кар'єра (1993–дотепер)
У 1993 році Helloween зазнавали змін у складі. Пішли Інґо Швіхтенберґ, його замінив колишній барабанщик Gamma Ray Улі Куш, і Міхаель Кіске, якого замінив Деріс. Новий склад записав Master of the Rings. Деріс одразу став автором пісень для групи, в результаті чого з’явилися такі мелодії, як «Why?», «Perfect Gentleman» і «In the Middle of a Heartbeat». The Time of the Oath у 1996 році ще більше підвищив продажі альбомів гурту, що завершилося світовим туром і концертним DVD разом із подвійним компакт-диском концертного альбому High Live, записаного з трьох концертів в Іспанії та Італії. Поки Helloween йшли на перерву, Деріс записував свій перший сольний альбом Come In from the Rain. Деріс співав і грав на гітарі в супроводі Пітера Айдери (гітара), Ральфа Мейсона (ударні та бек-вокал) і Ґісберта Ройдера (бас).
У 1998 році Helloween записали Better Than Raw на Тенерифе, Іспанія, де він зараз живе.
У 1999 році Helloween випустили кавер-альбом Metal Jukebox і другий сольний альбом Деріса, Done by Mirrors (випущений в Японії; випущений у 2000 році в інших частинах світу через конфлікти звукозаписних компаній), де Деріс знову виступає на вокалі та гітарі, Дон Пупілло на гітарі, Мейсон і Ройдер. Helloween The Dark Ride також вийшов у 2000 році.
Після туру підтримки The Dark Ride Helloween звільнили Роланда Грапоу та Улі Куша. Rabbit Don't Come Easy буде випущено в 2003 році, показуючи перший тур групи в Сполучених Штатах з 1989 року. У 2005 році вийшов Keeper of the Seven Keys: The Legacy. Першим синглом і відео стала пісня Деріса «Mrs. God». Вперше в історії гурту в пісні «Light the Universe» стався дует із Кендіс Найт із Blackmore's Night. Це був другий сингл і друге відео для альбому. Живе подвійне DVD-відео з документальним фільмом і живим подвійним компакт-диском було випущено в лютому 2007 року.
Helloween завершили свій дванадцятий студійний альбом Gambling with the Devil, випущений 23 жовтня 2007 року. «As Long as I Fall», перший сингл, був випущений на початку вересня і доступний лише для завантаження (за винятком Японії, де він був випущений на CD). Відтоді Helloween також випустили Unarmed – Best of 25th Anniversary (2009), 7 Sinners (2010), Straight Out of Hell (2013) і My God-Given Right (2015). У листопаді 2013 року також був випущений новий сольний альбом під назвою Million-Dollar Haircuts on Ten-Cent Heads.

## Особисте життя
У Деріса є син 1990 або 1991 року народження. З 1996 року він живе на Тенерифе, Канарські острови, Іспанія.

## Дискографія

#### Як сольний виконавець
- Come in from the Rain (1997)
- Done by Mirrors (1999)
- Million-Dollar Haircuts on Ten-Cent Heads (2013)

### Helloween

#### Студійні альбоми
- Master of the Rings (1994)
- The Time of the Oath (1996)
- Better Than Raw (1998)
- The Dark Ride (2000)
- Rabbit Don't Come Easy (2003)
- Keeper of the Seven Keys – The Legacy (2005)
- Gambling with the Devil (2007)
- 7 Sinners (2010)
- Straight Out of Hell (2013)
- My God-Given Right (2015)
- Helloween (2021)

#### Концертні альбоми
- High Live (1996)
- Keeper of the Seven Keys – The Legacy World Tour 2005/2006 (2007)
- United Alive in Madrid (2019)

### Pink Cream 69
- Pink Cream 69 (1989)
- One Size Fits All (1991)
- Games People Play (1993)

### No Mercy
- No Mercy (1987)